# فلوریان تاولمسه
فلوریان تاولمسه (انگلیسی: Florian Taulemesse؛ زادهٔ ۳۱ ژانویهٔ ۱۹۸۶) بازیکن فوتبال اهل فرانسه است.
از باشگاه‌هایی که در آن بازی کرده‌است می‌توان به باشگاه فوتبال سابادل و باشگاه فوتبال اوپن اشاره کرد.